# Wake (eiland)
Wake (Marshallees: Ānen Kio) is een atol in de noordelijke Stille Oceaan, ongeveer op twee derde tussen Hawaï en de Noordelijke Marianen in het noordoosten van de regio die Micronesië wordt genoemd. Het is een van de meest geïsoleerd liggende eilanden van de wereld. Het meest nabijgelegen bewoonde eiland is het atol Utrik dat in de Marshalleilanden ligt. Het eiland wordt ook opgeëist door het bestuur van de Marshalleilanden. Het behoort echter tot de Verenigde Staten van Amerika en ligt in de tijdzone UTC+12.
De VS annexeerden Wake in 1899 als station voor een kabel over de Grote Oceaan. Een belangrijke luchtmacht- en marinebasis werd aangelegd in 1940-1941. In december 1941 werd Wake ingenomen door de Japanners, die het eiland wisten vast te houden tot het einde van de Tweede Wereldoorlog. Op 5 oktober 1943 executeerden zij 98 Amerikaanse gevangenen op Wake.
In de volgende jaren was het eiland een stopplaats voor zowel commerciële als militaire vliegtuigen onderweg over de Grote Oceaan. Sinds 1974 is het eiland in gebruik als uitvalsbasis voor de US Air Force en een paar commerciële maatschappijen, alsmede voor noodlandingen. Er zijn meer dan achthonderd vliegbewegingen per jaar op het eiland.

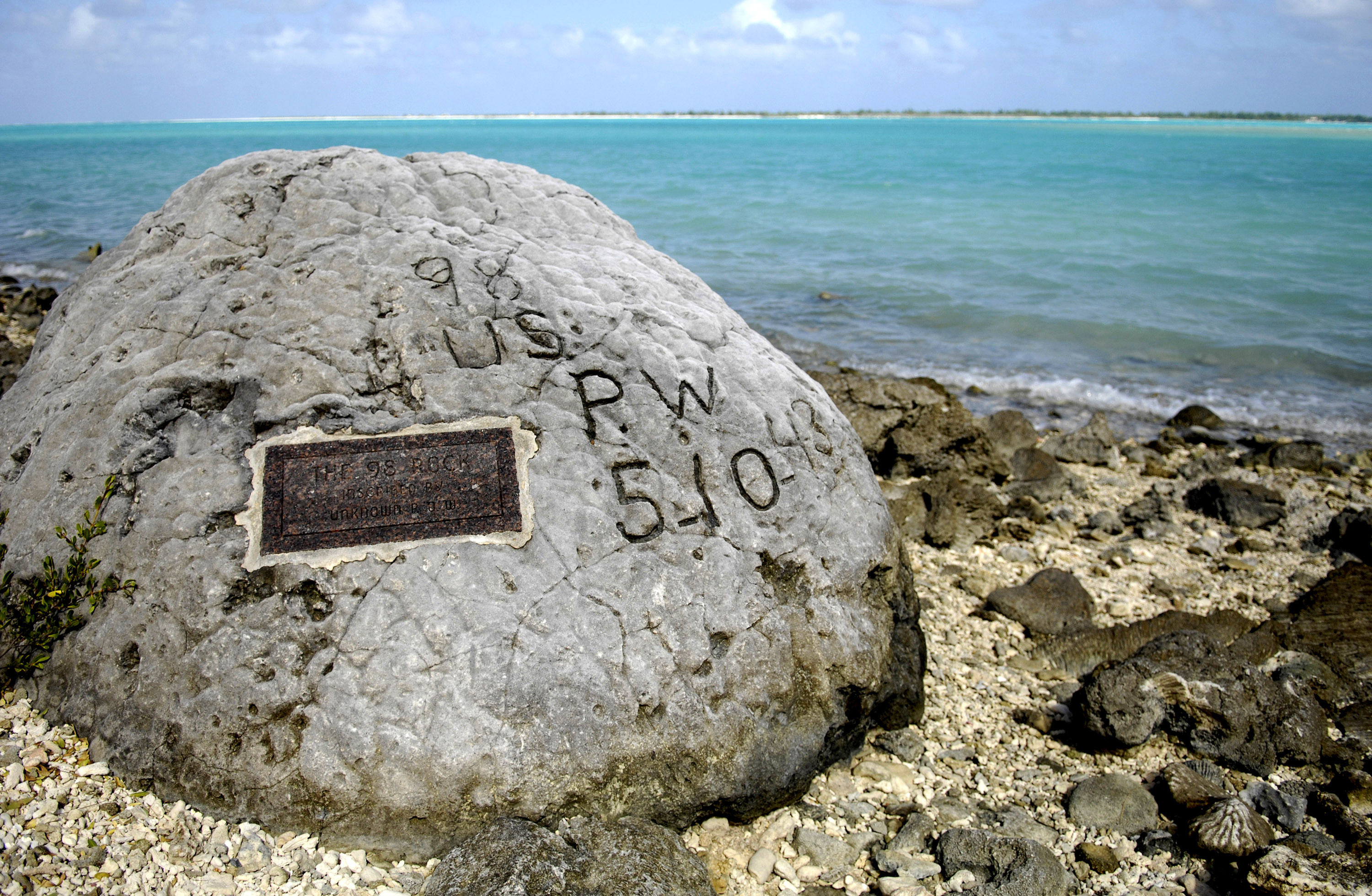
Monument ter nagedachtenis van de executie van 98 gevangenen in 1943
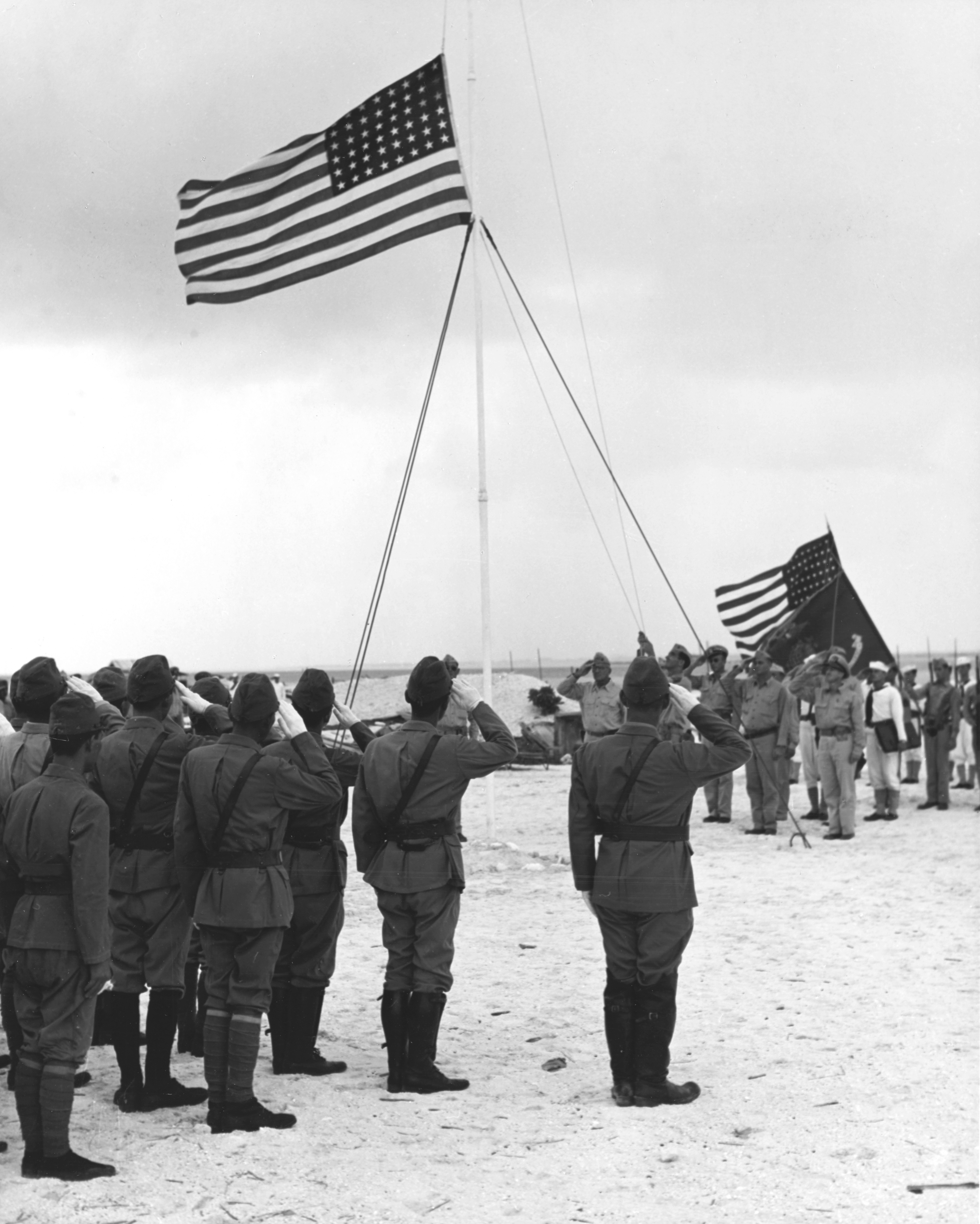
Overgave door Japanse troepen in 1945
Vlag van Wake